# Nadieżda Mandelsztam
Nadieżda Jakowlewna Mandelsztam (ros. Надежда Яковлевна Мандельштам, z domu Chazina (ros. Хазина); ur. 18 października?/30 października 1899 w Saratowie, Imperium Rosyjskie, zm. 29 grudnia 1980 w Moskwie, ZSRR) – rosyjska pisarka, filolog. Żona pisarza Osipa Mandelsztama.

## Życiorys
Urodziła się w rodzinie Żydów wyznania chrześcijańskiego. Jej ojciec był prawnikiem, matka lekarką. Miała dwóch braci: Aleksandra (1891-1920) i Eugeniusza (1893-1974) oraz siostrę Annę (zm. 1938). Uczęszczała do żeńskiego gimnazjum, w którym nauka była prowadzona według programu dla męskiego gimnazjum. W młodości wielokrotnie odwiedzała z rodzicami kraje Europy Zachodniej. Po maturze rozpoczęła studia na wydziale prawa Uniwersytetu Kijowskiego, lecz ich nie ukończyła. W okresie rewolucji październikowej studiowała w pracowni malarki Aleksandry Ekster.
1 maja 1919 poznała Osipa Mandelsztama. W 1921 została jego żoną. Małżonkowie wielokrotnie zmieniali miejsce zamieszkania: na Ukrainie, w Piotrogrodzie, Moskwie i w Gruzji.
W 1934 Osip Mandelsztam został uwięziony i zesłany do okolic Permu, potem do Woroneża.
Po powtórnym uwięzieniu męża 1 maja 1938 i jego śmierci w obozie we Władywostoku Nadieżda z obawy przed aresztowaniem wiodła życie koczownicze, zmieniając wielokrotnie miejsce zamieszkania i utrzymując się z dorywczych zajęć.
Celem jej życia stało się ocalenie spuścizny literackiej męża. Wielu utworów nauczyła się na pamięć.
W okresie wojny została ewakuowana wraz z matką do Azji Środkowej. W lecie 1942 dzięki pomocy Anny Achmatowej zamieszkała w Taszkencie, gdzie od 1944 mogła wykładać język angielski na miejscowym uniwersytecie.
Po śmierci Stalina ukończyła studia anglistyki w 1956, a w 1958 zezwolono jej na zamieszkanie w Moskwie, gdzie w 1965 otrzymała jednopokojowe mieszkanie.
W napisanej po 1960 trzytomowej autobiografii Wspomnienia (Воспоминания) opisała strach i nędzę czasów stalinowskich. Pierwszy tom ukazał się w Nowym Jorku w 1970, drugi – w Paryżu w 1972, trzeci – również w Paryżu w 1978.
W 1979 przekazała swoje archiwa Uniwersytetowi Princeton, w dwa lata później zmarła w Moskwie w wieku 81 lat.

## Wybrana twórczość
- 1961 – Tarusskije stranicy (ros. Тарусские страницы) – almanach, w którym Mandelsztam opublikowała swoje utwory pod pseudonimem N. Jakowlewa
- 1970 – Nadzieja w beznadziei[1][2] (ros. Воспоминания)
- 1972 – Księga druga[3] (ros. Вторая книга)
- 1978 – Trzecia księga wspomnień[4] (ros. Книга третья)
- Symbolizm, inteligencja i rewolucja[5]

## Polskie przekłady
- Nadieżda Mandelsztam: Nadzieja w beznadziei, przekł. Andrzej Drawicz, „Wiedza i Życie”, Warszawa 1997, ISBN 83-7184-856-0.
- Nadieżda Mandelsztam: Mozart i Salieri oraz inne szkice i listy, przekł. i koment. Ryszard Przybylski. „Sic!”, Warszawa 2000, ISBN 83-86056-86-X.
- Nadieżda Mandelsztam: Mój testament, przedm. Andrzej Drawicz, „Krąg” przy pomocy Officyny Liberałów, Warszawa 1981,
- Nadieżda Mandelsztam: Wspomnienia, wstęp Josif Brodski, przekł. Jerzy Czech, „Agora”, Warszawa 2015, ISBN 978-83-268-2310-7.